# دانييل بليتكا
دانييل بليتكا  (بالإنجليزية: Danielle Pletka)‏ هي رئيسة دراسات السياسة الخارجية والدفاعية في معهد آميريكان إنتربرايز.

## النشأة والمسيرة
ولدت دانييل بليتكا في 1963 في ملبورن بأستراليا. وتخرجت من كلية بول أيتش نيتز للدراسات الدولية المتقدمة التابعة لجامعة جونز هوبكينز.